# Skövde
Skövde ( ouça a pronúncia) é uma cidade da província da Västergötland, no Sul da Suécia.
Está situada entre os lagos Vänern e Vättern, e localizada a leste da montanha de Billingen.
Tem 22,1 quilômetros quadrados e segundo censo de 2018, havia 38 106 habitantes.
É a sede do município de Skövde, pertencente ao condado da Västra Götaland.
Foi mencionada em 1143, no livro de impostos do rei Érico da Pomerânia. Recebeu o título de cidade (privilegiebrev) em 1526.

## Etimologia e uso
O nome geográfico Skövde  é de origem incerta. A parte inicial do nome pode ter conexão com uma antiga freguesia do local, e a parte final deriva possivelmente de vä, vi (local sagrado).
A cidade está mencionada como "Skødwe", no século XIII.

## Educação
- Escola Superior de Skövde[7]
- Escola Superior Popular de Helliden (Hellidens folkhögskola; em Tidaholm, perto de Skövde e Falköping.) [8]

## Economia
- Volvo Powertrain - fábrica de motores e caixas de velocidades da Volvo[3]
- Volvo Cars - fábrica de motores da Volvo[3]
- Heidelberg Cement – fábrica de cimento[9]
- Guarnição Militar de Skövde – Regimentos de Escaraburgo e Intendência e Escola Prática de Combate Terrestre[10]